# Комаров, Фоат Фагимович
Фоат Фагимови Комаров (род. 26 июня 1958, Альметьевск, Татарская АССР) — российский политический деятель, депутат Государственной Думы ФС РФ пятого созыва (2007—2011).

## Биография
Родился в г. Альметьевске Татарской АССР. Окончил Казанский государственный университет по специальности «механик» (1984 г.), Академию народного хозяйства при Правительстве Российской Федерации (2003 г.).
В 1984—1990 гг. — инструктор, первый секретарь Альметьевского горкома ВЛКСМ.
В 1990—1991 гг. — заместитель начальника СМУ Альметьевского многоотраслевого акционерного общества, г. Альметьевск.
В 1991—1993 гг. — заместитель директора СМП-91, г. Альметьевск.
В 1993—1996 гг. — директор ТОО СМП-2000, г. Альметьевск.
В 1996—1999 гг. — председатель совета директоров ОАО «СМП-2000», г. Альметьевск.
В 1999 г. — заместитель главы администрации Альметьевского района и г. Альметьевска Республики Татарстан.
В 1999—2000 гг. — исполняющий обязанности главы администрации Альметьевского района и г. Альметьевска Республики Татарстан.
В 2000—2001 гг. — глава администрации Альметьевского района и г. Альметьевска -председатель Альметьевского объединённого Совета народных депутатов Республики Татарстан.
В 2001—2007 гг. — председатель совета директоров ОАО «СМП-Нефтегаз», г. Альметьевск.

### Депутат Государственной думы
В 2007—2011 гг. — депутат Государственной Думы Федерального Собрания РФ.
Член партии «Единая Россия».
Женат, имеет троих сыновей и двух дочерей.